# Milionia talboti
Milionia talboti är en fjärilsart som beskrevs av Louis Beethoven Prout 1922. Milionia talboti ingår i släktet Milionia och familjen mätare. Inga underarter finns listade i Catalogue of Life.